# Línea 526 (Interurbanos Madrid)
La línea 526 de la red de autobuses interurbanos de Madrid une Fuenlabrada con Móstoles. 

## Características
Esta línea une ambos municipios en aproximadamente 60 minutos. A diferencia de la línea 527, sí se adentra en el centro de Fuenlabrada, además de rodear gran parte de Móstoles. 
La línea no mantiene los mismos horarios todo el año, durante el mes de agosto se reducen el número de expediciones los días laborables entre semana (sábados laborables, domingos y festivos tienen los mismos horarios todo el año), además de los días excepcionales vísperas de festivo y festivos de Navidad en los que los horarios también cambian y se reducen. 
Está operada por Arriva Madrid mediante la concesión administrativa VCM-501 - Madrid – Batres (Viajeros Comunidad de Madrid) del Consorcio Regional de Transportes de Madrid.

## Horarios

### 1 septiembre - 31 julio
| Lunes a viernes laborables | Lunes a viernes laborables | Sábados laborables, domingos y festivos | Sábados laborables, domingos y festivos |
| Fuenlabrada > Móstoles     | Móstoles > Fuenlabrada     | Fuenlabrada > Móstoles                  | Móstoles > Fuenlabrada                  |
| 07:30                      | 06:00                      | 07:30                                   | 06:30                                   |
| 07:50                      | 06:20                      | 08:00                                   | 07:00                                   |
| 08:10                      | 06:40                      | 08:30                                   | 07:30                                   |
| 08:30                      | 07:00                      | 09:00                                   | 08:00                                   |
| 08:50                      | 07:20                      | 09:30                                   | 08:30                                   |
| 09:10                      | 07:40                      | 10:00                                   | 09:00                                   |
| 09:30                      | 08:00                      | 10:30                                   | 09:30                                   |
| 09:50                      | 08:20                      | 11:00                                   | 10:00                                   |
| 10:10                      | 08:40                      | 11:30                                   | 10:30                                   |
| 10:30                      | 09:00                      | 12:00                                   | 11:00                                   |
| 10:50                      | 09:20                      | 12:30                                   | 11:30                                   |
| 11:10                      | 09:40                      | 13:00                                   | 12:00                                   |
| 11:30                      | 10:00                      | 13:30                                   | 12:30                                   |
| 11:50                      | 10:20                      | 14:00                                   | 13:00                                   |
| 12:10                      | 10:40                      | 14:30                                   | 13:30                                   |
| 12:30                      | 11:00                      | 15:00                                   | 14:00                                   |
| 12:50                      | 11:20                      | 15:30                                   | 14:30                                   |
| 13:10                      | 11:40                      | 16:00                                   | 15:00                                   |
| 13:30                      | 12:00                      | 16:30                                   | 15:30                                   |
| 13:50                      | 12:20                      | 17:00                                   | 16:00                                   |
| 14:10                      | 12:40                      | 17:30                                   | 16:30                                   |
| 14:30                      | 13:00                      | 18:00                                   | 17:00                                   |
| 14:50                      | 13:20                      | 18:30                                   | 17:30                                   |
| 15:10                      | 13:40                      | 19:00                                   | 18:00                                   |
| 15:30                      | 14:00                      | 19:30                                   | 18:30                                   |
| 15:50                      | 14:20                      | 20:00                                   | 19:00                                   |
| 16:10                      | 14:40                      | 20:30                                   | 19:30                                   |
| 16:30                      | 15:00                      | 21:00                                   | 20:00                                   |
| 16:50                      | 15:20                      | 21:30                                   | 20:30                                   |
| 17:10                      | 15:40                      | 22:00                                   | 21:00                                   |
| 17:30                      | 16:00                      | 22:30                                   | 21:30                                   |
| 17:50                      | 16:20                      | 23:00                                   | 22:00                                   |
| 18:10                      | 16:40                      | 23:30                                   |                                         |
| 18:30                      | 17:00                      |                                         |                                         |
| 18:50                      | 17:20                      |                                         |                                         |
| 19:10                      | 17:40                      |                                         |                                         |
| 19:30                      | 18:00                      |                                         |                                         |
| 19:50                      | 18:20                      |                                         |                                         |
| 20:10                      | 18:40                      |                                         |                                         |
| 20:30                      | 19:00                      |                                         |                                         |
| 20:50                      | 19:20                      |                                         |                                         |
| 21:10                      | 19:40                      |                                         |                                         |
| 21:30                      | 20:00                      |                                         |                                         |
| 21:50                      | 20:20                      |                                         |                                         |
| 22:10                      | 20:40                      |                                         |                                         |
| 22:30                      | 21:00                      |                                         |                                         |
| 22:50                      | 21:20                      |                                         |                                         |
| 23:10                      | 21:40                      |                                         |                                         |
| 23:30                      | 22:00                      |                                         |                                         |

### 1 - 31 agosto
| Todos los días         |                        |
| Fuenlabrada > Móstoles | Móstoles > Fuenlabrada |
| 07:30                  | 06:30                  |
| 08:00                  | 07:00                  |
| 08:30                  | 07:30                  |
| 09:00                  | 08:00                  |
| 09:30                  | 08:30                  |
| 10:00                  | 09:00                  |
| 10:30                  | 09:30                  |
| 11:00                  | 10:00                  |
| 11:30                  | 10:30                  |
| 12:00                  | 11:00                  |
| 12:30                  | 11:30                  |
| 13:00                  | 12:00                  |
| 13:30                  | 12:30                  |
| 14:00                  | 13:00                  |
| 14:30                  | 13:30                  |
| 15:00                  | 14:00                  |
| 15:30                  | 14:30                  |
| 16:00                  | 15:00                  |
| 16:30                  | 15:30                  |
| 17:00                  | 16:00                  |
| 17:30                  | 16:30                  |
| 18:00                  | 17:00                  |
| 18:30                  | 17:30                  |
| 19:00                  | 18:00                  |
| 19:30                  | 18:30                  |
| 20:00                  | 19:00                  |
| 20:30                  | 19:30                  |
| 21:00                  | 20:00                  |
| 21:30                  | 20:30                  |
| 22:00                  | 21:00                  |
| 22:30                  | 21:30                  |
| 23:00                  | 22:00                  |
| 23:30                  |                        |

## Recorrido y paradas

### Sentido Móstoles
| Código | Parada                                         | Común con                                             | Conexiones con Metro y Cercanías | Municipio   |
| ------ | ---------------------------------------------- | ----------------------------------------------------- | -------------------------------- | ----------- |
| 07769  | Av. Estados - Est. Parque de los Estados       | 471 492 2 6                                           | Parque de los Estados            | Fuenlabrada |
| 07772  | Leganés - Los Ángeles                          | 468 471 491 497 4 6                                   |                                  | Fuenlabrada |
| 07751  | Leganés - Humilladero                          | 468 471 491 492 497 1 3 4 6                           |                                  | Fuenlabrada |
| 07752  | Móstoles - Humilladero                         | 491 492 1                                             |                                  | Fuenlabrada |
| 07718  | Móstoles - Fátima                              | 491 492 1                                             |                                  | Fuenlabrada |
| 07717  | Móstoles - Mirasierra                          | 491 493 1 3                                           |                                  | Fuenlabrada |
| 07703  | Móstoles - Colegio                             | 491 1 3                                               |                                  | Fuenlabrada |
| 17790  | Móstoles - Oviedo                              | 3                                                     |                                  | Fuenlabrada |
| 08172  | Móstoles - Pol. Ind. Vereda del Tempranar      | 2 3                                                   |                                  | Fuenlabrada |
| 08174  | Ctra. M506 - Pol. Ind. Camino de la Carrera    | 493                                                   |                                  | Fuenlabrada |
| 08176  | Ctra. M506 - Pol. Ind. La Carrera              |                                                       |                                  | Fuenlabrada |
| 08180  | Ctra. M506 - Urb. Parque Miraflores            | 527 1                                                 |                                  | Fuenlabrada |
| 08568  | Ctra. Fuenlabrada - Pol. Ind. Prado Regordoño  | 527                                                   |                                  | Móstoles    |
| 08562  | Simón Hernández - Av. Carlos V                 | 527                                                   |                                  | Móstoles    |
| 08561  | Simón Hernández - Av. Felipe II                | 527                                                   |                                  | Móstoles    |
| 10876  | Simón Hernández - Las Palmas                   | 520 521 527                                           |                                  | Móstoles    |
| 08559  | Simón Hernández - Mariblanca                   | 520 521 527                                           |                                  | Móstoles    |
| 09704  | Canarias - Luis Jimenez de Asúa                | 519 527                                               |                                  | Móstoles    |
| 08605  | Av. Portugal - Est. Móstoles Central           | 527 1 4                                               | Móstoles Central                 | Móstoles    |
| 08603  | Av. Portugal - Av. Cerro Prieto                | 529 529A 529H 531 531A                                |                                  | Móstoles    |
| 09701  | Av. Alcalde de Móstoles - Bécquer              | 523 529 529A 529H 531 531A                            |                                  | Móstoles    |
| 09699  | Av. Pintor Velázquez - Av. Alcalde Móstoles    |                                                       |                                  | Móstoles    |
| 08614  | Av. Pintor Velázquez - Pintor Julio Romero     |                                                       |                                  | Móstoles    |
| 09910  | Pintor Sorolla - Salzillo                      | 522                                                   |                                  | Móstoles    |
| 09416  | Av. Alcalde de Móstoles - Instituto            |                                                       |                                  | Móstoles    |
| 08637  | Av. Alc. Móstoles - Est. Univ. Rey Juan Carlos |                                                       | Universidad Rey Juan Carlos      | Móstoles    |
| 08636  | Gran Capitán - Salvador Dalí                   | 522                                                   |                                  | Móstoles    |
| 08629  | Magallanes - Colegio                           |                                                       |                                  | Móstoles    |
| 08627  | Cid Campeador - Magallanes                     |                                                       |                                  | Móstoles    |
| 08620  | Pintor Murillo - Colegio                       |                                                       |                                  | Móstoles    |
| 12955  | Granada - Jaén                                 | 498 519                                               |                                  | Móstoles    |
| 18541  | Granada - Maestros                             | 498 519                                               |                                  | Móstoles    |
| 09040  | Av. Olímpica - Centro Comercial                |                                                       | Móstoles-El Soto                 | Móstoles    |
| 09000  | Av. Olímpica - Instituto                       |                                                       |                                  | Móstoles    |
| 08619  | Pintor Velázquez - Av. Iker Casillas           | 522 524 3 5                                           |                                  | Móstoles    |
| 08617  | Pintor Velázquez - Larra                       | 522 524 3 5                                           |                                  | Móstoles    |
| 09703  | Pintor Velázquez - Colegio                     | 522 3 5                                               |                                  | Móstoles    |
| 08988  | Av. Portugal - Av. Dos de Mayo                 | 498 498A 499 524 529 529A 529H 531 531A 535 5         |                                  | Móstoles    |
| 18532  | Av. Portugal - Rio Duero                       | 498 498A 499 519 522 524 529 529A 529H 531 531A 535 5 |                                  | Móstoles    |

### Sentido Fuenlabrada
| Código | Parada                                   | Común con                                             | Conexiones con Metro y Cercanías | Municipio   |
| ------ | ---------------------------------------- | ----------------------------------------------------- | -------------------------------- | ----------- |
| 18532  | Av. Portugal - Rio Duero                 | 498 498A 499 519 522 524 529 529A 529H 531 531A 535 5 |                                  | Móstoles    |
| 08630  | Pintor Velázquez - Colegio               | 522 3 5                                               |                                  | Móstoles    |
| 08618  | Pintor Velázquez - Larra                 | 522 524 3 5                                           |                                  | Móstoles    |
| 08625  | Pintor Velázquez - Av. Iker Casillas     | 522 524 3 5                                           |                                  | Móstoles    |
| 07099  | Av. Iker Casillas - Urb. Horizonte       | 6                                                     |                                  | Móstoles    |
| 06684  | Ciclista David Gea - Polideportivo       |                                                       |                                  | Móstoles    |
| 07394  | C.º Obispo - C.C. Dos de Mayo            |                                                       | Móstoles-El Soto                 | Móstoles    |
| 18540  | Granada - Maestros                       | 498 519                                               |                                  | Móstoles    |
| 12956  | Granada - Jaén                           | 498 519                                               |                                  | Móstoles    |
| 08621  | Pintor Murillo - Colegio                 |                                                       |                                  | Móstoles    |
| 08626  | Cid Campeador - Polideportivo UNED       |                                                       |                                  | Móstoles    |
| 08628  | Magallanes - Pintor Velázquez            |                                                       |                                  | Móstoles    |
| 08631  | Gran Capitán - Salvador Dalí             |                                                       |                                  | Móstoles    |
| 09415  | Gta. Oeste - Est. Univ. Rey Juan Carlos  | 519A 522 541 545 546 547 548 6                        | Universidad Rey Juan Carlos      | Móstoles    |
| 09417  | Av. Alcalde de Móstoles - Instituto      |                                                       |                                  | Móstoles    |
| 09909  | Pintor Sorolla - Parque Andalucía        | 522                                                   |                                  | Móstoles    |
| 08615  | Pintor Velázquez - Julio Romero          |                                                       |                                  | Móstoles    |
| 09700  | Pintor Velázquez - Españoleto            |                                                       |                                  | Móstoles    |
| 09702  | Av. Alcalde de Móstoles - Bécquer        | 521 523 529 529A 529H 531 531A                        |                                  | Móstoles    |
| 08987  | Av. Portugal - Severo Ochoa              | 520 521 529 529A 529H 531 531A 1 4                    |                                  | Móstoles    |
| 08604  | P.º Goya - Av. Portugal                  | 527                                                   | Móstoles Central                 | Móstoles    |
| 08607  | Canarias - Biblioteca                    | 527                                                   |                                  | Móstoles    |
| 08585  | Simón Hernández - Cartaya                | 527                                                   |                                  | Móstoles    |
| 08558  | Simón Hernández - Las Palmas             | 527                                                   |                                  | Móstoles    |
| 08590  | Simón Hernández - Av. Felipe II          | 527                                                   |                                  | Móstoles    |
| 08591  | Simón Hernández - Av. Carlos V           | 527                                                   |                                  | Móstoles    |
| 08569  | Simón Hernández - Pol. Ind. Fuensanta    | 527                                                   |                                  | Fuenlabrada |
| 11137  | Ctra. M506 - Pol. Ind. Fuensanta         | 527                                                   |                                  | Fuenlabrada |
| 08179  | Ctra. M506 - Pol. Ind. Callfersa         | 527 1                                                 |                                  | Fuenlabrada |
| 08177  | Ctra. M506 - Av. Ciudad Jardín           |                                                       |                                  | Fuenlabrada |
| 12901  | Sauce - Pol. Ind. Cogullada              |                                                       |                                  | Fuenlabrada |
| 08173  | Móstoles - Pol. Ind. Restaurante         | 2 3                                                   |                                  | Fuenlabrada |
| 07701  | Móstoles - P.º Santiago de Compostela    | 2                                                     |                                  | Fuenlabrada |
| 07702  | Móstoles - Colegio                       | 491 1 2 13                                            |                                  | Fuenlabrada |
| 07716  | Móstoles - Austria                       | 491 493 1 13                                          |                                  | Fuenlabrada |
| 07719  | Móstoles - Fátima                        | 491 492 1 2                                           |                                  | Fuenlabrada |
| 07780  | Tesillo - Leganés                        | 492 1                                                 |                                  | Fuenlabrada |
| 07779  | Arroyada del Tesillo - Paz               | 492 1                                                 |                                  | Fuenlabrada |
| 07769  | Av. Estados - Est. Parque de los Estados | 471 492 2 6                                           | Parque de los Estados            | Fuenlabrada |